# درانغدال
درانغدال (بالنرويجية: Drangedal)‏ هي بلدية في مقاطعة تلمارك، النرويج. تعد جزءاً من منطقة غرينلاند التقليدية. المركز الإداري للبلدية هي قرية بريستسراندا. وتم إنشاء بلدية درانغدال في 1 يناير 1838.

## أعلام
- ستاينر براتن